# Hiroyuki Ishida
Hiroyuki Ishida (født 31. august 1979) er en tidligere japansk fodboldspiller.
Han har spillet for flere forskellige klubber i sin karriere, herunder Ventforet Kofu og Sagan Tosu.